# 遼北省
遼北省（りょうほくしょう）は、中華民国にかつて存在した省。中国東北の松遼平原西部に位置した。

## 歴史
1945年（民国34年）、日本の敗戦に伴い満洲国が崩壊すると9月4日に国民政府は遼北省省長を任命した。1947年（民国36年）6月、国民政府は東北9省の行政区域を規定する『東北新省区方案』公布し、満洲国の四平省及び興安総省興南地区の大部分及び松江省の一部に新たに遼北省を設置、省会を遼源県に定め、下部に1市18県6旗を管轄した。
1948年（民国37年）の遼瀋戦役により勝利した共産党軍により、中華民国は省域の大部分の実効支権を喪失、3月4日には四平市が陥落し、中華民国の行政機構として機能した期間はごくわずかであった。
1949年に中華人民共和国が成立すると、遼北省は解体され遼寧省、吉林省、内モンゴル自治区に編入された。

## 行政区画
- 市
  - 四平市
- 県
  - 開原県
  - 開通県
  - 康平県
  - 昌図県
  - 彰武県
  - 西豊県
  - 瞻楡県
  - 鎮東県
  - 通遼県
  - 洮安県
  - 洮南県
  - 突泉県
  - 法庫県
  - 梨樹県
  - 遼源県
- 旗
  - 科爾沁右翼前旗
  - 科爾沁右翼中旗
  - 科爾沁右翼後旗
  - 科爾沁左翼前旗
  - 科爾沁左翼中旗
  - 科爾沁左翼後旗